# Косицкое (Тверская область)
Косицкое — деревня в Пеновском районе Тверской области.

## География
Находится в западной части Тверской области на расстоянии приблизительно 18 км на север по прямой от районного центра поселка Пено на восточном берегу озера Вселуг.

## История
Деревня была показана на карте 1825 года. В 1859 году здесь было учтено 8 дворов, в 1939 – 30. До 2020 года входила в Заёвское сельское поселение (Тверская область) Пеновского района до их упразднения.

## Население
Численность населения: 79 человек (1859 год), 9 (русские 100%) 2002 году, 7 в 2010.